# Побєда (Хабаровський район)
Побє́да (рос. Победа) — селище у складі Хабаровського району Хабаровського краю, Росія. Адміністративний центр Побєдинського сільського поселення.

## Населення
Населення — 733 особи (2010; 965 у 2002).
Національний склад (станом на 2002 рік):
- росіяни — 93 %